# Nanni di Banco

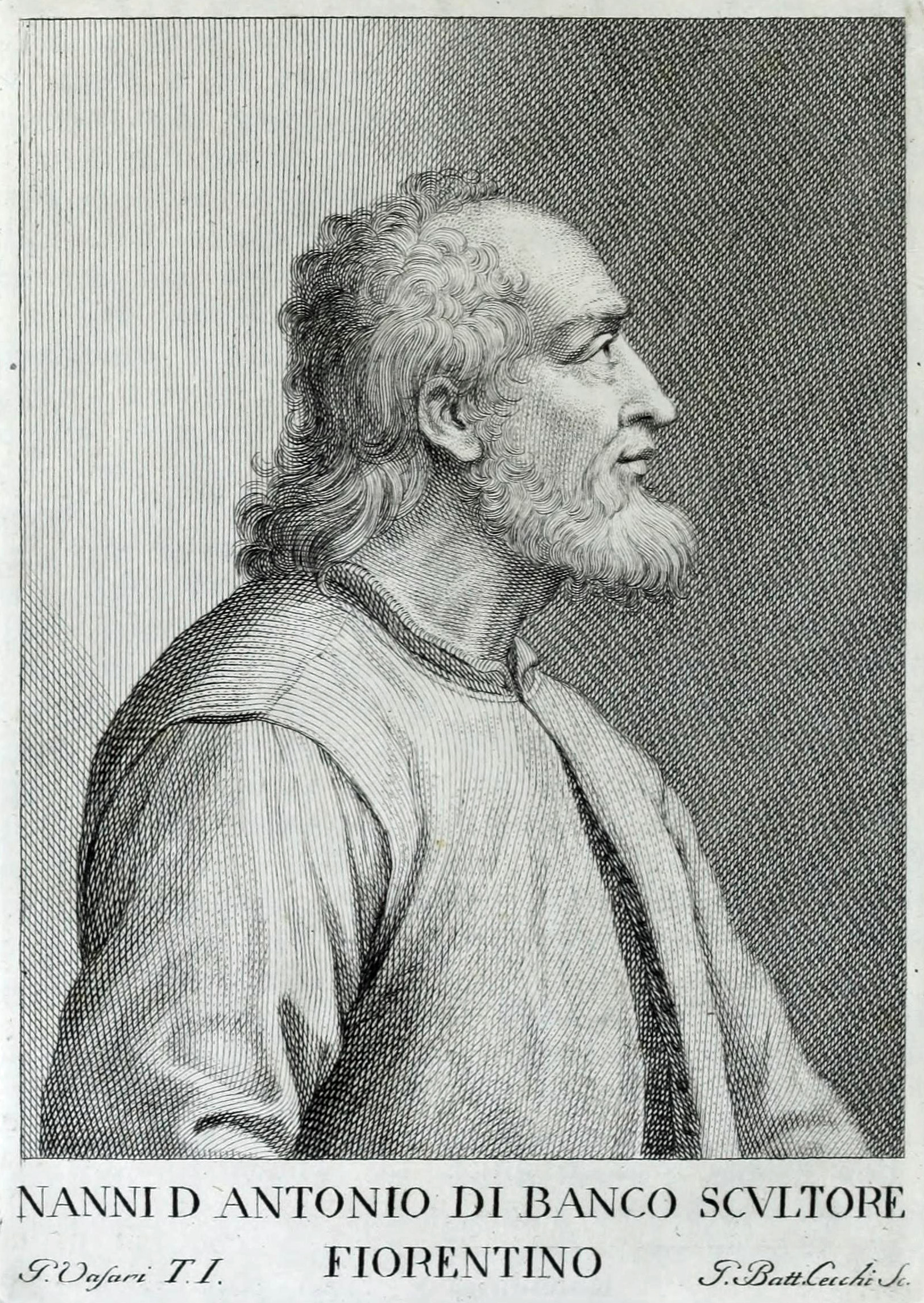
Nanni di Banco

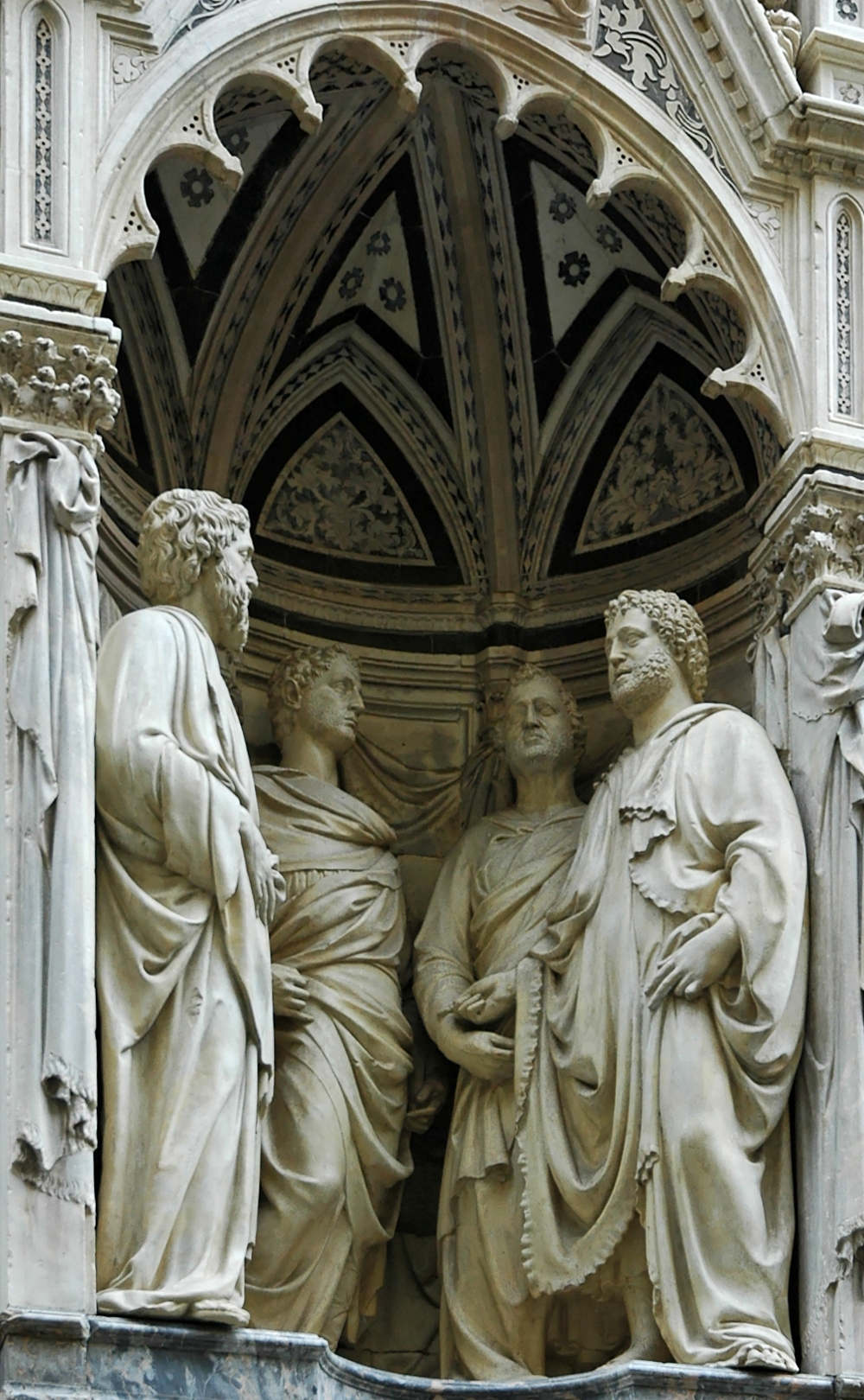
Os Quatro Santos Coroados.

Nanni d'Antonio di Banco (Florença, 1384/90 - 1421) foi um escultor da Itália.
Adepto de primeira hora dos ideais classicistas, e em sua fase final desenvolveu um estilo menos formalista que teve grande influência sobre seus sucessores. Treinado por seu pai, também escultor, empregado da Catedral de Florença, sua primeira encomenda foi para a Catedral, uma estátua de Isaías. Entre 1411 e 1413 criou um grupo escultórico, os Quatro Santos Coroados, para a guilda de Orsanmichele onde resolveu um dos mais difíceis problemas técnicos com que os escultores de sua geração enfrentavam, a representação de várias figuras juntas em vulto completo dentro de um nicho. Embora ainda se notem traços góticos nesta obra, no tratamento dos trajes e nas cabeças, a impressão geral se assemelha à da estatuária romana. Conseguiu manter o grupo formalmente coeso através de uma sábia delimitação de planos e relações internas em suas atitudes, fazendo com que pareçam estar todas engajadas em uma conversação. Sua última obra foi um relevo para uma das portas da catedral, iniciado em 1414, deixado incompleto, que foi terminado possivelmente por Luca della Robbia, então seu discípulo. Também criou outras estátuas de santos e profetas.